# Muscles de l'orbite

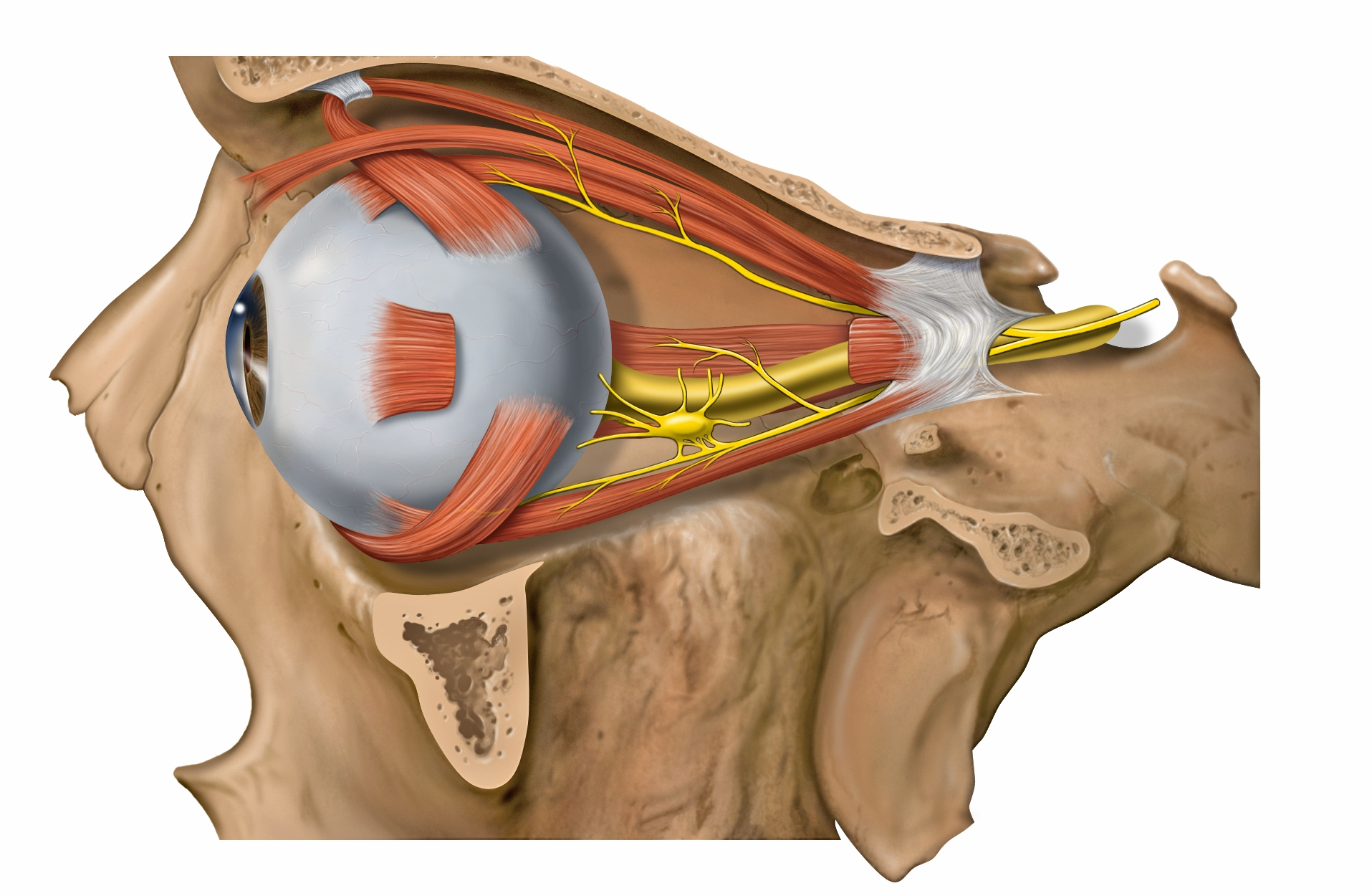
Muscles de l'orbite.

Les muscles de l'orbite sont un groupe de sept muscles qui assurent essentiellement les mouvements de l'œil - l'oculomotricité :
- quatre muscles assurent le mouvement de l'œil :
  - deux de droite à gauche: le muscle droit latéral de l'œil, le muscle droit médial de l'œil,
  - deux de haut en bas: le muscle droit supérieur de l'œil, le muscle droit inférieur de l'œil
- deux autres ajustent la position de l'œil en prenant en compte les déplacements de la tête: le muscle grand oblique, le muscle petit oblique ;
- le dernier assure le relèvement de la paupière supérieure: le muscle releveur de la paupière.

À l'exception du petit oblique, les muscles de l'orbite forment un faisceau unique attaché au fond de l'orbite par le tendon de Zinn.